# Super League (Griechenland)
Die Alpha Ethniki (griechisch Α΄ Εθνική) ist die höchste Fußballliga in Griechenland. Seit der Saison 2006/07 heißt sie offiziell Super League Ellada (griechisch Super League Ελλάδα bzw. Σούπερ Λίγκα). Durch Namenssponsoring offiziell nach dem Wettanbieter und Online-Casino Stoiximan Stoiximan Super League.
Aktuell spielen 14 Mannschaften in der Liga. Am Ende der Saison steigen die zwei letztplatzierten Mannschaften in die zweite griechische Liga, die Super League 2 (bis 2019 Football League), ab und werden durch die zwei besten Zweitligisten ersetzt.
Für die Europapokal-Wettbewerbe ab der Saison 2021/22 gelten folgende Regelungen: Der griechische Meister ist für die 1. Qualifikationsrunde zur UEFA Champions League qualifiziert. Der griechische Pokalsieger sowie das zweit- und drittplatzierte Team aus den Playoffs sind für die 2. Qualifikationsrunde zur UEFA Conference League qualifiziert.

## Geschichte

### Die ersten Jahre – SEGAS (ΣΕΓΑΣ)
Der Fußball tauchte erstmals 1894 in Griechenland auf. Nach den ersten Olympischen Spielen der Neuzeit (1896) gründeten viele griechische Vereine die ersten Fußballabteilungen. Bis 1922 war die SEGAS (griechisch ΣΕΓΑΣ), die Vereinigung der griechischen Sportkörperschaften, für den griechischen Fußball verantwortlich. Es wurden erste Versuche unternommen, eine gesamtgriechische Meisterschaft auszutragen. Gelingen sollte es erstmals im Jahr 1906. Teilgenommen haben allerdings nur drei Vereine: Ethnikos Athinon, Panellinios und Piraikos. Die Meisterschaft wurde fortan jährlich unter Mannschaften aus Attika ausgespielt.
| Saison  | Meister            |
| ------- | ------------------ |
| 1905/06 | Ethnikos Athinon   |
| 1906/07 | Ethnikos Athinon   |
| 1907/08 | Goudi              |
| 1908/09 | Piraikos Syndesmos |
| 1909/10 | Goudi              |
| 1910/11 | POA                |
| 1911/12 | PPO                |
| 1912/13 | Goudi              |
| 1913/14 | Athinaikos SP      |

### Der zweite Anlauf – EPSE (ΕΠΣΕ)
Die letzte Meisterschaft wurde im Jahr 1912 ausgetragen. Es folgten die Wirren des Ersten Balkan- und des Ersten Weltkrieges. In der Saison 1922/23 wurde ein erneuter Versuch unternommen. Es wurde ein neuer Verband, die Vereinigung der Fußballkörperschaften EPSE (griechisch ΕΠΣΕ), gegründet. Erstmals sollten auch Teams aus Thessaloniki teilnehmen. Große organisatorische (nicht vorhandene Infrastruktur) und finanzielle (die Spieler konnten es sich schlichtweg nicht leisten, mehrere Tage abwesend zu sein) Schwierigkeiten verhinderten jedoch die reguläre Austragung. Es fand ein Entscheidungsspiel zwischen den Vereinen Piräikos Syndesmos und Aris Thessalonikii statt (Piräikos gewann mit 3:1). Der neu gegründete Verband wurde noch im selben Jahr aufgelöst.

### Die heutige Meisterschaft – EPO (ΕΠΟ)

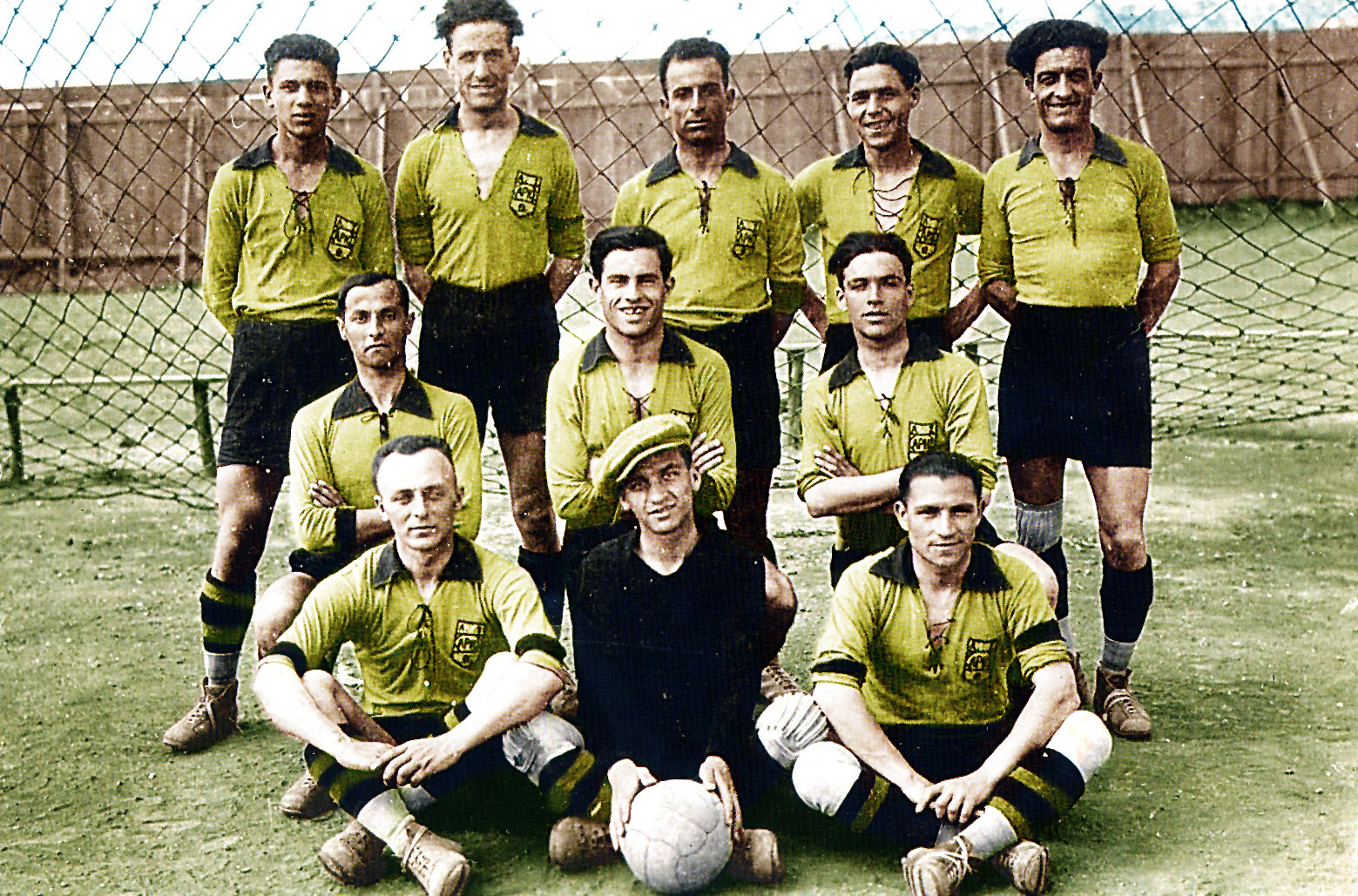
Das Meisterschaftsteam von 1928
Aris Thessaloniki

Am 14. November 1926 wurde der heutige griechische Fußballverband, EPO (griechisch ΕΠΟ), gegründet. Die erste Meisterschaft wurde in der Saison 1927/28 ausgetragen. Die drei großen Vereine (Olympiakos Piräus, Panathinaikos und AEK Athen) blieben wegen Differenzen mit dem Fußballverband der ersten Meisterschaft fern. Spielten zunächst nur Teams aus Athen, Thessaloniki und Piräus die griechische Meisterschaft unter sich aus, folgten in der Saison 1953/54 die ersten Teams aus der „Provinz“: Panachaiki (Achaia) und Niki Volou (Thessalien) spielten um die Meisterschaft mit.
In der Saison 1959/60 wird die erste griechische Liga, die Alpha Ethniki (griechisch Α΄Εθνική), geschaffen. In der Saison 1979/80 wird die erste Profi-Meisterschaft ausgetragen.

### Zusammenfassung
- Von 1928 bis 1959 Amateurliga, Panhellinion
- Von 1960 bis 1979 Amateurliga, A' Ethniki
- Von 1980 bis 2006 Profiliga, A' Ethniki
- Seit 2006 Super League

## Griechische Meister

### Nach Saison
- 1927/28: Aris Thessaloniki
- 1928/29: Spielzeit abgebrochen
- 1929/30: Panathinaikos Athen
- 1930/31: Olympiakos Piräus
- 1931/32: Aris Thessaloniki
- 1932/33: Olympiakos Piräus
- 1933/34: Olympiakos Piräus
- 1934/35: Spielzeit abgebrochen
- 1935/36: Olympiakos Piräus
- 1936/37: Olympiakos Piräus
- 1937/38: Olympiakos Piräus
- 1938/39: AEK Athen
- 1939/40: AEK Athen
- 1940/41: Nicht ausgetragen
- 1941/42: Nicht ausgetragen
- 1942/43: Nicht ausgetragen
- 1943/44: Nicht ausgetragen
- 1944/45: Nicht ausgetragen
- 1945/46: Aris Thessaloniki
- 1946/47: Olympiakos Piräus
- 1947/48: Olympiakos Piräus
- 1948/49: Panathinaikos Athen
- 1949/50: Spielzeit abgebrochen
- 1950/51: Olympiakos Piräus
- 1951/52: Spielzeit abgebrochen
- 1952/53: Panathinaikos Athen
- 1953/54: Olympiakos Piräus
- 1954/55: Olympiakos Piräus
- 1955/56: Olympiakos Piräus
- 1956/57: Olympiakos Piräus
- 1957/58: Olympiakos Piräus
- 1958/59: Olympiakos Piräus
- 1959/60: Panathinaikos Athen
- 1960/61: Panathinaikos Athen
- 1961/62: Panathinaikos Athen
- 1962/63: AEK Athen
- 1963/64: Panathinaikos Athen
- 1964/65: Panathinaikos Athen
- 1965/66: Olympiakos Piräus
- 1966/67: Olympiakos Piräus
- 1967/68: AEK Athen
- 1968/69: Panathinaikos Athen
- 1969/70: Panathinaikos Athen
- 1970/71: AEK Athen
- 1971/72: Panathinaikos Athen
- 1972/73: Olympiakos Piräus
- 1973/74: Olympiakos Piräus
- 1974/75: Olympiakos Piräus
- 1975/76: PAOK Thessaloniki
- 1976/77: Panathinaikos Athen
- 1977/78: AEK Athen
- 1978/79: AEK Athen
- 1979/80: Olympiakos Piräus
- 1980/81: Olympiakos Piräus
- 1981/82: Olympiakos Piräus
- 1982/83: Olympiakos Piräus
- 1983/84: Panathinaikos Athen
- 1984/85: PAOK Thessaloniki
- 1985/86: Panathinaikos Athen
- 1986/87: Olympiakos Piräus
- 1987/88: AE Larisa
- 1988/89: AEK Athen
- 1989/90: Panathinaikos Athen
- 1990/91: Panathinaikos Athen
- 1991/92: AEK Athen
- 1992/93: AEK Athen
- 1993/94: AEK Athen
- 1994/95: Panathinaikos Athen
- 1995/96: Panathinaikos Athen
- 1996/97: Olympiakos Piräus
- 1997/98: Olympiakos Piräus
- 1998/99: Olympiakos Piräus
- 1999/00: Olympiakos Piräus
- 2000/01: Olympiakos Piräus
- 2001/02: Olympiakos Piräus
- 2002/03: Olympiakos Piräus
- 2003/04: Panathinaikos Athen
- 2004/05: Olympiakos Piräus
- 2005/06: Olympiakos Piräus
- 2006/07: Olympiakos Piräus
- 2007/08: Olympiakos Piräus
- 2008/09: Olympiakos Piräus
- 2009/10: Panathinaikos Athen
- 2010/11: Olympiakos Piräus
- 2011/12: Olympiakos Piräus
- 2012/13: Olympiakos Piräus
- 2013/14: Olympiakos Piräus
- 2014/15: Olympiakos Piräus
- 2015/16: Olympiakos Piräus
- 2016/17: Olympiakos Piräus
- 2017/18: AEK Athen
- 2018/19: PAOK Thessaloniki
- 2019/20: Olympiakos Piräus
- 2020/21: Olympiakos Piräus
- 2021/22: Olympiakos Piräus
- 2022/23: AEK Athen
- 2023/24: PAOK Thessaloniki
- 2024/25: Olympiakos Piräus

### Nach Verein
| Rang | Verein | Verein              | Anzahl |
| ---- | ------ | ------------------- | ------ |
| 1.   | OSFP   | Olympiakos Piräus   | 48     |
| 2.   | PAO    | Panathinaikos Athen | 20     |
| 3.   | AEK    | AEK Athen           | 13     |
| 4.   | PAOK   | PAOK Thessaloniki   | 4      |
| 5.   |        | Aris Thessaloniki   | 3      |
| 6.   | AEL    | AE Larisa           | 1      |

### Rekordmeister
- 1928–1929: Aris Thessaloniki (1)
- 1930: Aris Thessaloniki und Panathinaikos Athen (je 1)
- 1931: Aris Thessaloniki, Panathinaikos Athen und Olympiakos Piräus (je 1)
- 1932: Aris Thessaloniki (2)
- 1933: Aris Thessaloniki und Olympiakos Piräus (je 2)
- seit 1934: Olympiakos Piräus (3–48)

## Aktueller Modus & Qualifikation Europapokal
Aktuell treten 14 Mannschaften in der Super League an. Nach Hin- und Rückrunde bestreiten die ersten 6 Mannschaften die Meisterschaftsrunde, in der alle Mannschaften noch 2 Mal gegeneinander spielen. Die Mannschaften auf den Plätzen 7 bis 14 spielen noch einmal gegeneinander in einer Abstiegsrunde, wonach die 2 letztplatzierten Mannschaften absteigen. 
Nach der Saison 2022 sprang Griechenland in der UEFA-Fünfjahreswertung von Rang 20 auf Platz 15 und nimmt damit den letzten Platz ein, der zwei Mannschaften in die UEFA Champions League schickt. Der Meister steigt in der 3. Qualifikationsrunde ein und der Vizemeister startet in der 2. Qualifikationsrunde. Der Pokalsieger startet in der 3. Qualifikationsrunde der UEFA Europa League und die Mannschaften auf den Plätzen 3 und 4 in der Liga spielen in der 2. Qualifikationsrunde der zur UEFA Europa Conference League. 
Belegt der Pokalsieger in der Liga einen der ersten beiden Plätze, erhält der 3. den Platz in der Europa League und der 5. startet dafür in der Conference League. Letzteres trifft auch zu, wenn der Pokalsieger in der Liga 3. oder 4. wurde.

## UEFA-Fünfjahreswertung
Platzierung in der UEFA-Fünfjahreswertung:
(in Klammern die Vorjahresplatzierung). Die Kürzel CL, EL und CO hinter den Länderkoeffizienten geben die Anzahl der Vertreter in der Saison 2026/27 der Champions League, der Europa League sowie der Conference League an.
- 10.  (09)  Türkei (Liga, Pokal) – Koeffizient: 43.900 – CL: 2, EL: 1, CO: 2
- 11.  (14)  Norwegen (Liga, Pokal) – Koeffizient: 39.687 – CL: 2, EL: 2, CO: 1
- 12.  (15)  Griechenland (Liga, Pokal) – Koeffizient: 39.312 – CL: 2, EL: 2, CO: 1
- 13.  (13)  Österreich (Liga, Pokal) – Koeffizient: 36.450 – CL: 2, EL: 1, CO: 2
- 14.  (11)  Schottland (Liga, Pokal) – Koeffizient: 35.550 – CL: 2, EL: 1, CO: 2

Stand: Ende der Europapokalsaison 2024/25

## Zuschauerzahlen
In der regulären Saison 2019/20 betrug die durchschnittliche Zuschauerzahl 6.407 Personen pro Spiel. Den höchsten durchschnittlichen Zuschauerschnitt wiesen Olympiakos Piräus (20.501) und PAOK Saloniki (18.425) auf.
| Saison  | Schnitt | Spiele | Gesamt    |
| ------- | ------- | ------ | --------- |
| 2008/09 | 7.592   | 240    | 1.822.156 |
| 2009/10 | 7.547   | 237    | 1.788.686 |
| 2010/11 | 6.462   | 240    | 1.550.838 |
| 2011/12 | 4.985   | 238    | 1.186.498 |
| 2012/13 | 4.896   | 237    | 1.160.315 |
| 2013/14 | 3.982   | 306    | 1.218.564 |
| 2014/15 | 3.147   | 280    | 881.242   |
| 2015/16 | 3.996   | 240    | 951.103   |
| 2016/17 | 3.931   | 240    | 943.356   |
| 2017/18 | 3.799   | 238    | 904.185   |
| 2018/19 | 5.306   | 238    | 1.262.945 |
| 2019/20 | 6.407   | 182    | 1.166.021 |